# Miguel Morales Barretto
Miguel Morales Barretto (Manila; 17 de abril de 1950) es un guitarrista y compositor hispano-filipino. Fue componente del grupo musical Los Brincos. Es el hermano pequeño de Antonio Morales Junior, y Ricky Morales, ambos integrantes de Los Brincos. Es el tío de la cantante Shaila Dúrcal, y de la actriz Carmen Morales.

## Biografía
Hijo de Antonio Morales Majó (1915-2007) y Carmen Barretto Valdés (1914-2012)
Empezó haciendo los coros en el grupo Los Pekenikes junto a su hermano Antonio.
Entró en la última etapa de Los Brincos sustituyendo a Vicente Ramírez. Por su juventud no le permitieron evolucionar profesionalmente, por lo que se creó el grupo Barrabás, producido por el líder de Los Brincos, Fernando Arbex.
Ha compuesto música para varias películas.
En el año 2000 convence a Fernando Arbex para volver a formar Los Brincos y hacer varios conciertos con sus grandes éxitos. En 2002 continúa con este proyecto, esta vez en solitario, tras la marcha de Fernando, bajo el lema Solo Brincos.
Casado con la actriz Fedra Lorente, conocida por su personaje de La Bombi en el concurso Un, dos, tres... responda otra vez, tienen una hija adoptada de origen colombiano, Alejandra.

## Filmografía como compositor o arreglista
- Hay que deshacer la casa, de José Luis J. Sánchez (1986).
- Escarabajos asesinos, de Steven-Charles Jaffe (1983).[3]
- Entre tinieblas, de Pedro Almodóvar (1983).